# ТА-88
ТА-88 — радянський/російський польовий телефон з індуктором натискного типу, призначений для телефонного зв’язку в польових умовах за двопровідними та чотирипровідними лініями зв'язку в режимі місцевої батареї (МБ) або центральної батареї (ЦБ). 

## Історія
Польовий телефон надійшов на озброєння СРСР у 1988 році. Звідки і його назва: Телефонний Апарат — зразка 1988 року — ТА-88.
Він замінив собою застарілий польовий телефон ТА-57, ставши його подальшою модернізацією.
Виготовляється у Росії на пермському телефонному заводі «Телта».

## Конструкція
Телефонний апарат ТА-88 виконаний у переносному варіанті та складається з наступних деталей:
- корпус
- телефонної трубки
- клавіша індуктора
- акустичний регулятор рівня гучності сигналу виклику
- оптичний індикатор сигналу виклику
- дзвінок
- клеми підключення лінії зв'язку
- механізм фіксації телефонної трубки
- п'ять тумблерів для установки режиму роботи апарату
- відсік живлення

Телефонна трубка має перемикач, який служить для включення апарата на передачу (при натисканні) та керування радіостанцією.

### Порівняння з ТА-57
В телефоні ТА-88 індуктор, що має натискний важіль, зручніший в експлуатації, ніж індуктор телефону ТА-57 з ручкою, що обертається.
Світлова індикація сигналу дзвінка в ТА-88 полегшує роботу абонента.
В ТА-88 краще вирішено питання фіксації телефонної трубки в покладеному стані, що важливо для режимів ЦП.
Довжина телефонного шнура в ТА-88 збільшена на 70 см і становить 2 метри.
Клеми для підключення лінії у ТА-57 зручніші для роботи з легким польовим кабелем П-274 та зроблені надійніше.

## Технічні характеристики

### Загальні
- Маса телефонного апарата без елементів живлення — 3 кг.
- Габаритні розміри — 230×165×90 мм
- Температурний діапазон — -40 °C … +50 °C
- Напрацювання на відмову — не менше 14000 годин
- Термін експлуатації — 20 років.

### Режим роботи
Польовий телефон ТА-88 призначений для роботи по двопровідних і чотирипровідних лініях зв'язку в режимах місцевої батареї (МБ) та центральної батареї (ЦБ). Можливе паралельне включення в одну лінію до чотирьох апаратів.

### Електроживлення
Живлення апарата в режимі МБ здійснюється від батареї, що складається із 6 елементів А-316.
За відсутності батареї можливість ведення розмови забезпечується індуктором натискного типу.
Одного натискання клавіші достатньо для ведення розмови протягом 5 секунд.

### Дальність зв'язку
Польовий телефон забезпечує наступну дальність зв’язку: 
- по польовому кабелю — 30-40 км, залежно від марки та стану кабелю.

- по постійних повітряних лініях зв’язку — 100-200 км.

## Дивись також
- Польовий телефон
- УНА
- FF33
- ТАІ-43
- ТА-57
- ТА-01